# Prosciurillus rosenbergii
Prosciurillus rosenbergii es una especie de roedor de la familia Sciuridae.

## Distribución geográfica
Es endémica de la isla Sangir, en las islas Sangihe (Indonesia).